# Yil (jezik)
Yil jezik (ISO 639-3: yll), jedan od torricellskih jezika, skupine wapei-palei, podskupine wapei, kojim govori 2 470 ljudi (2000 popis) u šesnaest sela u provinciji Sandaun u Papui Novoj Gvineji.
Leksička sličnost s jezikom au je 23%. proučavali su ga Mary Martens i Salme Tuominen od 8. do 10. mjeseca 1974. godine u selu Mampel, i sakupili oko 900 riječi uz pomoć domorodačkog informanta Williama Meriemia (William Meriemia)

## Vanjske poveznice
- Ethnologue (14th)
- Ethnologue (15th)